# كويكيلي ليرتكسوندي
كويكيلي ليرتكسوندي (بالإسبانية: Koikili Lertxundi)‏ (مواليد 23 ديسمبر 1980 في أوكستانديو - إسبانيا) لاعب كرة قدم إسباني يلعب حاليا لصالح نادي الدرجة الأولى أتلتيك بيلباو الإسباني منذ 2007 في مركز الظهير الأيسر .

## روابط خارجية
- كويكيلي ليرتكسوندي على موقع قاعدة بيانات كرة القدم.إي يو (الإنجليزية)
- كويكيلي ليرتكسوندي على موقع Soccerway.com (الإنجليزية)
- كويكيلي ليرتكسوندي على موقع AS.com (الإسبانية)